# Донская митрополия
Донская митрополия — митрополия Русской православной церкви, образованная в границах Ростовской области. Объединяет Волгодонскую, Ростовскую-на-Дону и Шахтинскую епархии.

## История
В соответствии с Положением об областных преосвященных от 12 марта 1934 года во исполнение постановления Поместного Собора 1917—1918 годов о митрополичьих округах Временный Патриарший Священный Синод образовал церковные области в составе нескольких епархий, в том числе в границах Азово-Черноморском крае была образована митрополия с центром в Ростове-на-Дону. Дата упразднения точно неизвестна. Скорее всего это произошло в 1943 году при проведении переустройства епископских кафедр.
Образована постановлением Священного синода от 5 октября 2011 года.
Глава Донской митрополии имеет титул митрополит Ростовский и Новочеркасский. С момента создания митрополии правящим архиереем является митрополит Меркурий (Иванов).